# 村田恒 (官僚)
村田 恒（むらた ひさし 1910年11月2日 - 1998年11月14日）は、日本の通産官僚。元日本貿易振興会（ジェトロ）理事長。東京市（現 千代田区）出身。1984年 勲二等旭日重光章。

## 来歴・人物
府立四中、一高を経て、1936年 東京帝国大学法学部を卒業し、同年 商工省入省、商務局属。入省同期に、小室恒夫（通商局長）、大堀弘、皆川良三、東澄夫（共に札幌通産局長）、秋山武夫（軽工業局長）など。戦後、経済安定本部部員、通商局通商政策課長などを経て、石炭局長（1957年6月15日 - 1958年8月1日）にて退官。同年 ジェトロ理事、木下産商経営企画部長、常務、専務を経て、1965年 三井物産取締役、1969年 常務、1973年 副社長。1977年に三井物産顧問。1978年7月から1983年9月にかけてジェトロ理事長。
それまで関西財界の大物ポストであったジェトロ理事長ポストに、“関東”の通産官僚出身者が座ったことで話題となった。村田が理事長ポストに座った理由として、ジェトロ理事経験者であることや、さらに、日本商品の「安かろう・悪かろう」の悪評をなくして、ジェトロが輸出を増やそうと盛んに宣伝・PRをしてきたが、それが1ドル200円（=当時、編者注）を切って輸入促進を図らなければならなくなったため、また、円高直撃を受ける中小輸出企業・商社対策に輸出を促進することも必要となったことも挙げている。
戦後一貫して日本経済は設備投資を図り、ミシン・カメラ、繊維・鉄鋼から機械・輸送機器を輸出し、さらに石油ショックを技術革新による省エネルギーで克服したが、ますます世界各国と貿易上「不均衡構造の世界」を生んできた。そして1978年頃から目立って経常的出超が問題となって特に米国・ECとの貿易摩擦が初期段階にあった。そのため、米国やECの議会による保護貿易的な動きに対して、一企業では到底対処できず、政府も立場上正面切っては言えない問題を、ジェトロが側面から宣伝・PRなど調整・緩和する役割が期待されることとなった。1970年代以降、大企業主導型輸出になるに連れて、商社などとその事業内容が被ることも多くなったジェトロの不要論も出ていたが、それから脱却し、こうした時代の転換期のさなかに同じく通産官僚であった生駒勇（元大阪通産局長、1939年商工省入省）が副理事長に、村田が理事長に座ることとなった。
理事長就任後の1978年10月2日、同年3月の輸入促進ミッション（池田芳蔵団長）に対応する形で、米国対日輸出開発使節団（ジュアニータ・M・クレップス米商務長官団長）をジェトロがはじめて受け入れ、クレプス相手に「日本市場開放の鍵」の贈呈式を催し、さらに同年10月12日 ~ 12月9日の間、米国製品の見本市船である「ボーティック・アメリカ」（ホッジス米商務次官団長）を迎え入れた。
1978年10月、対日輸出促進に協力するため、米国や西欧のジェトロセンターを中心にタスクフォースを設置、また、「エクスポート・ツウ・ジャパン・デスク」も設けた。1981年11月、対日輸出促進のための「市場国際化推進事業」発足、1982年2月1日には、市場開放問題に対処するための市場開放問題苦情処理体制の一環として苦情処理対策委員会を設置し、内外のジェトロセンターに苦情受付窓口を設置した。

## 参考書籍
- 『戦前期日本官僚制の制度・組織・人事』（戦前期官僚制研究会編、東京大学出版会、1981年発行）
- 『輸出振興から国際協調へ - ジェトロの三十年 - 』（日本貿易振興会編、1988年10月31日発行）